# Голубь (фильм)
«Голубь» (англ. The Dove) — американская немая мелодрама 1927 года Роланда Уэста по одноимённой пьесе Уилларда Мака. Фильм был удостоен премии «Оскар» за лучшую работу художника (Уильям Кэмерон Мензис). Фильм сохранился только частично — из девяти барабанов с лентой Библиотеке Конгресса хранится только четыре. В 1932 году вышел ремейк картины под названием «Девушка Рио» с Долорес дель Рио в главной роли.

## Сюжет
Танцовщица Долорес в салуне, чьё сценическое прозвище — Голубь, однажды влюбилась в юного мексиканского кабальерро. Однако влюблённый в неё жестокий землевладелец Дон Хосе, чьей территорией является в том числе и та, на которой располагается салун, желает получить её себе, и не намерен останавливаться ни перед чем.
Поначалу действие фильма очевидным образом происходило в «соседней с США» стране. Однако затем, в связи с потенциальными политическими осложнениями со стороны Мексики, администрацией компании «United Artists» было решено перенести сюжет в «неопределённую страну» из региона средиземноморья.
Это фильм стал триумфальным для работы Нормы Толмадж в «United Artists».

## В ролях
- Норма Толмадж — Долорес

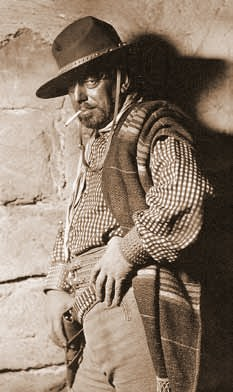
Михаил Вавич в роли Гомеса

- Ной Бири — Дон Хосе Мариа и Сандовал
- Гилберт Роланд — Джонни Пауэлл
- Эдди Борден — Билли
- Гарри Майерс — Майк
- Михаил Вавич — Гомес
- Калла Паша — команданте
- Майкл Дарк — капитан Сандоваль
- Уолтер Дэниелс — пьяница
- Ольга Бакланова — эпизод (в титрах не указана)
- Элис Уайт — эпизод (в титрах не указана)